# Draft NFL 1996
Il draft NFL 1996 si è tenuto dal 20 al 21 aprile 1996.
Questo draft è ricordato per essere stato uno dei più prolifici della storia riguardo alla qualità dei wide receiver. Keyshawn Johnson, Terry Glenn, Eddie Kennison, Marvin Harrison, Eric Moulds, Bobby Engram, Terrell Owens, Muhsin Muhammad, Amani Toomer, Jermaine Lewis e Joe Horn ebbero tutti successo tra i professionisti e,con le eccezioni di Kennison, Engram e Toomer tutti furono convocati per il Pro Bowl almeno una volta, per un totale di 26 selezioni.
Fu una grande annata anche per i middle linebacker, con due potenziali hall of famer come Ray Lewis e Zach Thomas selezionati. Lewis vinse il Super Bowl XXXV venendo nominato miglior giocatore della partita, e il Super Bowl XLVII, oltre a venire convocato per 12 Pro Bowl mentre Thomas 7. Altri linebacker che furono convocati per almeno un Pro Bowl da questo draft furono Tedy Bruschi, Kevin Hardy, John Mobley e Donnie Edwards. Hanno altresì avuto solide carriere Randall Godfrey, Earl Holmes e Carlos Emmons.

## Primo giro
|  | = Pro Bowler |

|  | = Hall of Famer |

| Scelta # | SQUADRA                                  | Giocatore         | Ruolo            | College              |
| -------- | ---------------------------------------- | ----------------- | ---------------- | -------------------- |
| 1        | New York Jets                            | Keyshawn Johnson  | Wide Receiver    | USC                  |
| 2        | Jacksonville Jaguars                     | Kevin Hardy       | Linebacker       | Illinois             |
| 3        | Arizona Cardinals                        | Simeon Rice       | Defensive end    | Illinois             |
| 4        | Baltimore Ravens                         | Jonathan Ogden    | Tackle           | UCLA                 |
| 5        | New York Giants                          | Cedric Jones      | Defensive End    | Oklahoma             |
| 6        | St. Louis Rams                           | Lawrence Phillips | Running back     | Nebraska             |
| 7        | New England Patriots                     | Terry Glenn       | Wide Receiver    | Ohio State           |
| 8        | Carolina Panthers                        | Tim Biakabutuka   | Running Back     | Michigan             |
| 9        | Oakland Raiders                          | Rickey Dudley     | Tight end        | Ohio State           |
| 10       | Cincinnati Bengals                       | Willie Anderson   | Tackle           | Auburn               |
| 11       | New Orleans Saints                       | Alex Molden       | Defensive back   | Oregon               |
| 12       | Tampa Bay Buccaneers                     | Regan Upshaw      | Defensive End    | California           |
| 13       | Chicago Bears                            | Walt Harris       | Defensive Back   | Mississippi State    |
| 14       | Houston Oilers                           | Eddie George      | Running Back     | Ohio State           |
| 15       | Denver Broncos                           | John Mobley       | Linebacker       | Kutztown             |
| 16       | Minnesota Vikings                        | Duane Clemons     | Defensive End    | California           |
| 17       | Detroit Lions                            | Reggie Brown      | Linebacker       | Texas A&M            |
| 18       | St. Louis Rams                           | Eddie Kennison    | Wide Receiver    | LSU                  |
| 19       | Indianapolis Colts                       | Marvin Harrison   | Wide Receiver    | Syracuse             |
| 20       | Miami Dolphins                           | Daryl Gardener    | Defensive tackle | Baylor               |
| 21       | Seattle Seahawks                         | Pete Kendall      | Tackle           | Boston College       |
| 22       | Tampa Bay Buccaneers                     | Marcus Jones      | Defensive End    | North Carolina       |
| 23       | Detroit Lions                            | Jeff Hartings     | Guard            | Penn State           |
| 24       | Buffalo Bills                            | Eric Moulds       | Wide Receiver    | Mississippi State    |
| 25       | Philadelphia Eagles                      | Jermane Mayberry  | Tackle           | Texas A&M-Kingsville |
| 26       | Baltimore Ravens                         | Ray Lewis         | Linebacker       | Miami                |
| 27       | Green Bay Packers                        | John Michels      | Tackle           | USC                  |
| 28       | Kansas City Chiefs                       | Jerome Woods      | Defensive Back   | Memphis              |
| 29       | Pittsburgh Steelers                      | Jamain Stephens   | Tackle           | North Carolina A&T   |
| 30       | Washington Redskins (Dai Dallas Cowboys) | Andre Johnson     | Tackle           | Penn State           |